# Incontri internazionali di rugby a 15 di fine anno 1973
Nel rugby a 15 è tradizione che a fine anno (ottobre-dicembre) si disputino una serie di incontri internazionali che gli europei chiamano "Autumn International" e gli appassionati dell'emisfero sud "Springtime tour". In particolare le nazionali dell'emisfero Sud si recano in tour in Europa.
Nel 1973 dominano la scena, il disastroso tour dei Wallabies e la sorprendente Argentina in visita alle isole Britanniche.
- Figi in Gran Bretagna e Canada: tour senza test-match per i figiani.

- Danimarca in Belgio e Paesi Bassi : la piccola Danimarca compie un tour in Olanda e Belgio dove subirà pesantissime sconfitte.

| Bruxelles 4 ottobre 1973 | Belgio | 38 – 0 | Danimarca |  |

| Hilversum 6 ottobre 1973 | Paesi Bassi | 62 – 0 | Danimarca |  |

- Giappone in Europa: la nazionale giapponese compie il suo primo tour in Europa. Un solo test ufficiale con la Francia e due ufficiosi con Scozia e Galles. Tutte sconfitte.

| Cardiff 6 ottobre 1973 | Galles XV | 62 – 14 | Giappone | Arms Park |

| Londra 13 ottobre 1973 | Inghilterra U23 | 19 – 10 | Giappone | (Twickenham) |

| Bordeaux 27 ottobre 1973 | Francia | 30 – 18 | Giappone | Stade Municipale |

- Svezia in Europa: anche la Svezia si reca in tour in Olanda, Belgio e Danimarca dove subisce tre sconfitte.

| Amsterdam 20 ottobre 1973 | Paesi Bassi | 21 – 0 | Svezia |  |

| Bruxelles 24 ottobre 1973 | Belgio | 18 – 6 | Svezia |  |

| Aalborg 27 ottobre 1973 | Danimarca | 12 – 7 | Svezia |  |

- Belgio in Gran Bretagna: il Belgio si reca a fare esperienza in Gran Bretagna:

| Londra 1º novembre 1972 | Middlesex | 38 – 18 | Belgio |  |

| Cardiff 3 novembre 1972 | Galles (Distretti) | 18 – 14 | Belgio |  |

- Australia in Europa: disastroso tour per i Wallabies, forse nell'anno più nero della loro storia. vengono travolti sia dal Galles che dall'Inghilterra. Chiudono con un match in Italia all'Aquila.

| Cardiff 10 novembre 1973 | Galles | 24 – 0 | Australia | Arms Park |

| Londra 17 novembre 1973 | Inghilterra | 20 – 3 | Australia | (Twickenham) |

| L'Aquila 21 novembre 1973 | Italia | 21 – 59 | Australia XV | (Tommaso Fattori) |

- Argentina in Europa: due test ufficiosi per i"Pumas", alla lor prima apparizione in Europa. Pur sconfitti si conquistano il rispetto degli Anglosassoni.

| Dublino 10 novembre 1973 | Irlanda XV | 21 – 8 | Argentina | (Lansdowne Road) |

| Edimburgo 24 novembre 1973 | Scozia XV | 12 – 11 | Argentina | (Murrayfield) |

- Altri test

| Varna (Bulgaria) 18 settembre 1973 | Bulgaria | 7 – 36 | Cecoslovacchia |  |

| Oslo 22 settembre 1973 | Oslo RFC | 14 – 3 | Danimarca |  |

| 20 ottobre 1973 | Belgio | 9 – 20 | Germania Ovest |  |

| Heidelberg 27 ottobre 1973 | Germania Ovest | 9 – 33 | Romania |  |

| Bruxelles 29 ottobre 1973 | Belgio | 29 – 10 | Assia |  |

| Le Creusot 10 novembre 1973 | Francia XV | 31 – 0 | Germania Ovest |  |

| Roturoa 1973 | New Zealand Māori | 9 – 18 | Nuova Zelanda XV |  |